# Opsada Skadra (1912. – 1913.)
Opsada Skadra, koja se ponekad naziva i Bitka za Skadar, operacija je koju je crnogorska vojska poduzela kako bi zauzela osmansku utvrdu Skadar u sjevernoj Albaniji, za vrijeme Prvog balkanskog rata krajem 1912. i početkom 1913. godine.
Crnogorska vojska je, uz pomoć srpske vojske, opsjedala Skadar šest mjeseci i tijekom tog razdoblja više je puta bezuspješno pokušavala zauzeti grad. Krajem travnja 1913. godine zapovjednik obrane Esad Paša predao je Skadar Crnogorcima, ali su oni već početkom svibnja pod pritiskom međunarodnih snaga bili primorani povući se, a grad je pripao novoosnovanoj državi Albaniji, sukladno odlukama Londonske konferencije.
Uzrok opsade bile su teritorijalne pretenzije Crne Gore, temeljene na činjenici da je Skadar bio srednjovjekovna prijestolnica Zete. U vrijeme balkanskog rata većinsko stanovništvo skadarske oblasti činili su Albanci.

## Pozadina
Crna Gora je 1912. godine zajedno sa Srbijom, Grčkom i Bugarskom sklopila Balkanski savez s ciljem iskoristiti zauzetost Osmanskog Carstva ratom protiv Italije te zauzeti njegova balkanska područja. Pripojenje Skadra, koji je imao veliki značaj u srpskoj nacionalnoj mitologiji, predstavljalo je jedan od glavnih ratnih ciljeva crnogorskog kralja Nikole, iako je u njemu početkom 20. stoljeća živjelo većinski albansko stanovništvo. Serdar Janko Vukotić je uoči rata govorio kako su "svi složni u tome da je Skadar za Crnu Goru životno pitanje".
Crnogorci su smatrali kako će uspjeti zauzeti grad, dijelom zahvaljujući uglavnom pozitivnim iskustvima za vrijeme posljednjeg rata s Osmanskim Carstvom 1876. – 1878. godine, a dijelom zato što se očekivala podrška katoličkih plemena na sjeveru Albanije. S druge strane, obrana grada uopće nije bila za podcjenjivanje. Skadar je bio utvrđen dvjema obrambenim linijama poljskih utvrda. Prvu obrambenu liniju činili su Taraboš, Brdica, Bardanjolt i Štoj; drugu obrambenu liniju činile su utvrde Malog Taraboša, Tepe i Malog Bardanjolta. Na svim tim položajima bile su podignute poljske utvrde s opkopima urezanim u kamenu i s optočenom bodljikavom žicom 6-12 redova.
Budući da je aktivno pomagala albanske ustanike, Crna Gora je računala s mogućnošću da stanovništvo sjeverne Albanije pruži pomoć crnogorskoj vojsci, u cilju vlastitog oslobođenja i ujedinjenja s Crnom Gorom. Sem toga, nemiri i ustanci u sjevernoj Albaniji u velikoj mjeri su oslabili turske pozicije u tim krajevima. Prema tome, kralj Nikola je računao da će crnogorski državni teritorij moći biti proširen, u najmanju ruku na Skadar, Medovu i dio Albanije sjeverno od Drima.
S druge strane, Porta je nakon velikog albanskog ustanka 1912. obećala autonomiju Albaniji, koja bi obuhvatila četiri vilajeta uključujući i skadarski, pa su albanski poglavari na okupljanju uoči rata odlučili boriti se na strani Turske. Ovo obećanje teritorija Albancima bilo je ujedno jedan od glavnih razloga balkanskog rata protiv Turske.

## Početak opsade (1912.)
Crna Gora je bila prva među državama Saveza koja je objavila rat Osmanskom Carstvu 8. listopada [po julijanskom kalendaru 25. rujna] 1912. Crnogorska vojska veličine 35 600 vojnika bila je podijeljena u tri operativna odreda: Zetski, Primorski i Istočni. Zadatak prva dva bio je zauzeti Skadar, dok je Istočni odred upućen prema Sandžaku i Metohiji. Ka Skadru je upućeno 8 brigada, s 36 bataljuna i 74 topa, dok su pomoćne snage imale 17 bataljuna i 32 topa. Za zapovjednika Zetskog odreda postavljen je prijestolonasljednik Danilo Petrović, za zapovjednika Primorskog brigadir Mitar Martinović, predsjednik Vlade i ministar vojni, a za zapovjednika Istočnog odreda (pomoćne snage) brigadir Janko Vukotić. Inače, Ratni savjet je bio imenovao Blaža Boškovića zapovjednikom Zetskog odreda, ali je knjaz Nikola poništio ovu odluku i na to mjesto postavio svog sina.
Izvorni crnogorski plan bio je Skadar zauzeti na prepad. Ali, napredovanje crnogorske vojske je bilo sporo te je pred grad došla tek 28. listopada. Napad je usporio i četverodnevni odmor u Cijevni i Tuzima nakon zauzeća. To je osmanskim snagama dalo dosta vremena za organizaciju obrane. Crnogorske snage čak nisu uspjele ni u potpunosti opkoliti grad, tako da je pod osmanskim nadzorom ostala cesta za Drač, odakle su stizala pojačanja i namirnice za garnizon. Turskom garnizonu, koji je imao oko 5 000 pripadnika redovne vojske se priključio i veliki broj visoko motiviranih albanskih dragovoljaca. 17., 18. i 19. listopada u Skadar je stiglo 4 000 vojnika (zakašnjelih s mobilizacijom), a tri dana kasnije još 4 000 i pošto se brojnost turske posade popela na 18 000 ljudi, ona je imala izgleda na duže vrijeme se oduprijeti Crnogorcima. Uoči crnogorskog napada, turska obrana Skadra, pod zapovjedništvom Hasan-Rize divizijskog generala, sastojala se od: 24. divizije I. carigradskog korpusa, Skadarske redivske divizije i Elbasanske divizije, jednog gardijskog puka od 3 tabora, dva puka poljskog topništva sa 72 topa, jednog puka brdskog topništva s 36 topova i 1 eskadron konjice, uz to još i oko 6000 naoružanih i obučenih dragovoljaca Arbanasa.
Pošto se Zetski odred, najzad, prikupio na položajima sjeverozapadno od Štoja, knjaz Danilo je odlučio 24. listopada izvršiti napad na Štoj, a zatim i na Skadar. Ali brigadir Martinović, poslije trodnevne topničke pripreme, 25. listopada nije uspio likvidirati obranu Štoja, pa je radi napada na grad morao prestrojiti snage kako bi glavni udar usmjerio preko Velikog i Malog Bardanjolta. 28. listopada 1912. su crnogorske snage jedino uspjele zauzeti Bardanjolt, jednu od vanjskih utvrda Skadra, ali su ono već idući dan vratile osmanske snage u protunapadu. Pošto je naišao na jak otpor, kralj Nikola je u studenom odlučio Skadar manjim snagama zadržati u opsadi, a glavnina ima preuzeti prodor ka jugu Albanije, u pravcu Medove i Lješa. Za organizaciju općeg napada na Skadar čekao se dolazak Janka Vukotića iz Đakovice i povratak Mitra Martinovića iz Lješa. 12. studenog u Skadar pristižu tri tabora nove turske vojske i oko 1 500 arbanaških dragovoljaca. Jedan od aktivista međunarodnog Crvenog križa koji je u to vrijeme boravio u Skadru bilježi sljedeće:
Crnogorske snage su imale daleko više uspjeha na istočnom ratištu, gdje je u zajedništvu sa srpskim snagama zauzet Sandžak i dio Kosova (oblast Metohije). To je kralju Nikoli omogućilo odatle povući skoro svu svoju vojsku te je koncentrirati oko Skadra. Istodobno, i srpska vojska pristiže na albansku obalu. 17. studenog su srbijanske postrojbe kod Lješa potukle cijeli jedan tabor osmanske vojske gdje je poginuo i sam zapovjednik. 20. studenog stigao je Janko Vukotić s 5 500 vojnika, a nekoliko dana kasnije vratio se i Mitar Martinović.

## Stanje civilnog stanovništva
U svojoj poznatoj knjizi „Borba za Skadar“ engleska spisateljica Edith Durham piše o paljenju kuća, pljačkama i ratnim razaranjima u selima oko Skadra, kojima je bila svjedok:
Gino Berri, mladi talijanski novinar koji je boravio u Skadru u cijelom tijeku opsade, u svojoj knjizi govori o strahovitoj gladi koja je vladala u gradu:
17. studenog je zbog crnogorskog bombardiranja jedna granata pala u varoš i usmrtila veliki broj ljudi.

## Primirje i ubojstvo Hasan Rize
Planirani crnogorski napad je odložen jer je 3. prosinca 1912. potpisano primirja, između Bugarske, koja je zastupala Srbiju i Crnu Goru s jedne, i Turske s druge strane. Desetak dana kasnije, suglasno potpisanom protokolu, započeli su pregovori o miru u Londonu. Već na prvoj konferenciji predstavnika velikih sila u Londonu 17. prosinca 1912. godine, odlučeno je stvoriti autonomnu Albaniju, što je učinilo besmislenim napore Srbije preko Albanije izaći na more, i Crne Gore, pripojiti Skadar s okolinom. Crna Gora i Srbija se u početku nisu mnogo obazirale na ove odluke.
Tijekom primirja, 13. siječnja 1913. godine zapovjednik obrane Skadra Hasan Riza paša ubijen je u zasjedi po naređenju Esad paše Toptanija, koji je potom preuzeo zapovjedništvo. Smatra se da je Riza Paša htio nastaviti braniti grad, a da je Esad Paša pregovarao s Crnogorcima oko predaje Skadra, u zamjenu za njihovu podršku da postane vladar Albanije.
Sporazum o primirju je nakon mjesec dana otkazala Grčka zbog turskog odbijanja predati Janjinu. Tada je Skadar, uz Janjinu, bilo jedino preostalo osmansko uporište zapadno od bojišnice ispred Carigrada.

## Opći napad na Skadar (1913.)
Po isteku primirja, kralj Nikola je od Srbije zatražio pomoć u topništvu i pomoć Primorskih postrojbi, kako bi zauzeo Skadar. Srpsko Vrhovno zapovjedništvo poslalo je 12 poljskih topova i odobrilo Primorskim postrojbama pod zapovjedništvom Damjana Popovića sudjelovati u predstojećem napadu. Srpski socijaldemokrat Dimitrije Tucović, sudionik pohoda u Albaniju, svjedoči o uzaludnim ljudskim gubicima tijekom ove operacije:
Dana 7. veljače 1913. crnogorske i srbijanske snage započele su koordinirani napad na Skadar. Zetski odred je izvršio napad protiv 6 bataljuna nizama u bici na Brdanjolu. Istodobno, Primorske postrojbe srpske vojske izvršile su napad na Brdicu, utvrđeni položaj u vanjskom pojasu skadarske tvrđave. Turska obrana na Brdici imala je 4 bataljuna nizama i redifa, s oko 20 topničkih oruđa. Imali su dobro utvrđene položaje, cijelo bojište bilo je opasano trima redovima bodljikave žice, a pojedine, značajnije točke i petorima-šestorima. Prilaz je bio vrlo težak zbog neprohodnog močvarnog zemljišta. Čitav taj i idući dan vođene su teške borbe, ali položaj nije zauzet, a gubici su bili golemi, pa su srbijanske snage odustale od daljnjih napada do dolaska pojačanja. Gubici srpske vojske bili su između 1 592 (475 vojnika i 16 časnika poginulo i nestalo, 606 vojnika i 14 časnika ranjeno, 477 vojnika i 4 časnika zarobljeno) do 1 800 ljudi. S druge strane, Crnogorci su nakon dva dana borbe i čitavog niza juriša uspjeli zauzeti Veliki Bardanjolt, ali uz gubitke od 4000 mrtvih, ranjenih i nestalih. Osmanski gubici na Brdanjolu iznosili su 1 338 ljudi. Kada su vijesti o "brdičkoj kasapnici" stigle do Beograda, »Štampa« je opisivala strahovitu pogibiju riječima:
Nakon općeg udruženog napada, gubici su bili golemi, a Skadar je i dalje odolijevao. Od Srbije je zatraženo u Albaniju poslati još snaga, kako bi se osigurao pad Skadra. Srpska vlada i Vrhovno zapovjedništvo odlučili su na Skadar poslati cijeli jedan korpus (Primorski kor), o čemu je kralj Petar izvijestio kralja Nikolu 17. veljače. Kralj Petar je zahtijevao zapovjedniku Primorskog kora prepustiti i zapovjedništvo nad svim crnogorskim snagama pod Skadrom. Pošto izvrši svoj zadatak, on bi, kako je stajalo u depeši, ostavio Skadar Crnoj Gori. Kralj Nikola je odmah prihvatio taj prijedlog.

## Srbijanska pojačanja
Srpsko vrhovno zapovjedništvo je 20. veljače formiralo mješovitu postrojbu, tzv. Primorski kor, od 30 000 ljudi, s četrdesetak topničkih oruđa i četiri zrakoplova, kojom je zapovijedao general Petar Bojović. U sastav Primorskog kora ušao je i Primorski aeroplanski odred, prva borbena postrojba srpskog zrakoplovstva, pod zapovjedništvom bojnika Miletića. S Grčkom je dogovoreno ovaj korpus grčkim brodovima prebaciti iz Soluna do sjeverne Albanije. 1. ožujka je prvi ešalon otplovio iz Soluna za Medovu. 8. ožujka 1913. se prilikom izviđanja srušio srpski zrakoplov tipa Farman i tada je poginuo narednik Mihajlo Petrović, koji se prema nekim tumačenjima, smatra prvim zrakoplovcem poginulim u povijesti ratovanja. Primorski kor je na položaje oko Skadra počeo pristizati sredinom ožujka. Tom prilikom su neka od pojačanja stradala u luci San Giovanni di Medua prije no što su se stigla iskcati. 12. ožujka postrojbe koje su transportirane morem iz Soluna pojačati opsadu Skadra provele su na brodovima u luci cijeli dan, čekajući iskrcavanje, i u tom čekanju zatekla ih je turska krstarica Hamidiye, koja je, poslije uspješnog proboja grčke blokade Dardanela, vodila krstarički rat na Jadranu. Ona je tada iskoristila priliku za napad na luku; tada je potopljeno nekoliko brodova te se udavilo ili je ubijeno najmanje stotinu vojnika, od kojih su mnogi pokušali pronaći spas skokom u vodu.
Skadar je svo vrijeme bio podrvgnut topničkoj vatri, ali ona u pravilu nije lučila ishoda. 31. ožujka izvršen je jedan napad na Taraboš, ali nije osvojen. Poginuo je zapovjednik Pavle Plamenac i oko 400 Crnogoraca. Sve su češći izvještaji kako u Skadru vlada glad, kako je turska vojska iznurena, i kako je s municijom pri kraju. Kod Crnogoraca se također osjeća zamor i neraspoloženje zbog glasina kako je Europa podržala neovisnu Albaniju u čijem je sastavu Skadar.
Nova srpska pojačanja su na područje Skadra počela stizati tek krajem ožujka. 31. ožujka u Medovu je, najzad, stigao i treći ešalon Primorskog kora, sa zapovjednikom generalom Petrom Bojovićem. 2. travnja na Cetinju je i formalno odlučeno sve crnogorske snage pod Skadrom staviti pod zapovjedništvo generala Bojovića, a njemu je povjereno organizirati napad na Skadar. Istog dana je dio Primorskog kora s generalom Bojovićem na čelu stigao pod Skadar, gdje su počele pripreme za opći napad. 7. travnja general Petar Bojović objavio je primanje zapovjedništva nad ujedinjenom vojskom dnevnom naredbom koja glasi:
U redovima crnogorske vojske zavladalo je oduševljenje. Opći napad na Skadar planiran je 13. travnja, a glavni napad se imao izvršiti na bojišnici Bardanjolta. No, iako su sve pripreme završene do 10. travnja, do napada nije došlo zbog pritiska velikih sila.

## Odluke velikih sila
20. ožujka 1913., Londonska konferencija odlučila je da Skadar definitivno ostaje Albaniji. No, Crna Gora je odbila prihvatiti odluke Velikih sila, u čemu ju je inicijalno podržala i Srbija, pod sugestijom ruskoga utjecaja. Velike sile (bez Rusije) su 21. ožujka izvršile pomorsku demonstracije sile. Austro-ugarski, engleski, francuski, njemački i talijanski razarači su se okupili ispred Bara. Europa je Crnoj Gori stavila do znanja da će Skadar ostati u Albaniji i da prekine uzaludno prolijevanje krvi. 12. travnja europske sile su objavile blokadu crnogorske i albanske obale, zbog čega Srbija biva prinuđena povući svoje postrojbe iz Albanije. Istog dana, počelo je povlačenje Primorskog kora. Zapovjednik primorskog kora, general Petar Bojović, brzojavom je izvijestio kralja Nikolu da srbijanske postrojbe napuštaju opsadu Skadra:
Ova vijest imala je poražavajući učinak na crnogorsku vojsku. Kralj Nikola je bio uvjeren da Skadar "za malo dana" može biti njihov:
Vlada Crne Gore je, usprkos svemu, nastavila s opsadom Skadra. Vrhovno zapovjedništvo 14. travnja naređuje opće bombardiranje Skadra, koje traje do 18. travnja. U gradu je vladala glad, a u turskim postrojbama izbijale su pobune. Inače, već neko vrijeme su s Toptanijem vođeni pregovori o predaji.

## Predaja Skadra
Dana 21. travnja Esad Paša je iznio službene uvjete predaje Crnoj Gori. 23. travnja potpisan je sporazum o predaji Skadra. Esad-paša propušten je s počastima i svim naoružanjem (osim teških topova) i isplaćeno mu je 10 000 funti sterlinga. On je tako sačuvao vojsku i stekao podršku Srbije i Crne Gore za proglašenje vlastite albanske države u dijelovima neokupiranim od saveznika, nasuprot vladi u Valoni. Ismail Qemali je predaju Skadra nazvao katastrofom, koja je "ugrozila cjelovitost pa čak i samo postojanje Albanije". Esad-paša je s 25 000 ljudi pod oružjem krenuo ka jugu, u Tiranu, tamo se proglasiti vladarom Albanije. Njegove postrojbe evakuirane su brodovima grčke ratne mornarice. Dana 24. travnja crnogorske su postrojbe ušle u Skadar. Talijanski novinar opisuje susret turskih i crnogorskih vojnika poslije predaje grada:
Dana 24. travnja navečer Esad-paša Toptani svečano je predao ključeve tvrđave princu Danilu. General Janko Vukotić je naimenovan za vojnog, a Petar Plamenac za civilnog guvernera Skadra. Po zauzeću Skadra, crnogorska vlada je pokušala objasniti kako to nije novo izazivanje velikih sila niti prkošenje njihovim odlukama, već samo prirodna posljedica vojničke operacije izvršene na osnovi međunarodnog prava. Kako bi smirio oporbu u zemlji, kralj Nikola je pomilovao nekadašnjeg ministra-predsjednika Radovića i nekoliko Crnogoraca upletenih u bombašku aferu 1908./09. godine, kao i više politički proskribiranih osoba. 26. travnja pročitana je proklamacija prijestolonasljednika Danila stanovnicima Skadra, koja počinje riječima o oslobođenju od turskog jarma, a zatim jamči običaje, vjeru i sigurnost.
No, crnogorska okupacija Skadra bila je kratkog vijeka. Predstavnici velikih sila su 27. travnja crnogorskoj vladi uručili pisani zahtjev da se Skadar u najkraćem roku evakuira i preda velikim silama. Kralj Nikola, čija je vojska pretrpjela goleme gubitke tijekom opsade Skadra, to nije htio prihvatiti. Tada je i Rusija započela pritisak kako bi se predao Skadar, nezadovoljna prkosnim držanjem kralja Nikole. Pod ruskim pritiskom srpski premijer Nikola Pašić je 30. travnja uputio crnogorskoj vladi savjet umjesto Skadra zatražiti druge zadovoljštine. Istodobno, pred obalom su demonstrirale austro-ugarske i talijanska flota. Austro-Ugarska je 3. svibnja objavila opsadno stanje u Bosni i Hercegovini. Zbog svih pritisaka, kralj Nikola je, nakon dva tjedna okupacije, 4. svibnja 1913. godine brzojavom obavijestio sir Edwarda Greya da predaje Skadar u ruke velikih sila. Po izlasku crnogorskih postrojbi iz Skadra, 14. svibnja je prekinuta blokada crnogorske i albanske obale i time je završen Prvi balkanski rat. U Skadar je ušao odred međunarodnih snaga, na čelu s viceadmiralom Berneom. Međunarodna uprava Skadrom je trajala od 5. svibnja 1913. do izbijanja Prvog svjetskog rata.

## Posljedice
Nakon povlačenja, zapovjednik Crnogorske vojske serdar Janko Vukotić objavio je zahvalnicu sljedećeg sadržaja:
Visoki gubici, odnosno neuspjeh Crnogoraca izravno zauzeti Skadar, tumače se time da je Crna Gora, za razliku od drugih balkanskih država, zadržala tradicionalnu policijsku organizaciju vojske, odnosno zbog gospodarske nerazvijenosti nije posjedovala profesionalni časnički kadar i suvremeno oružje, prije svega topništvo. To, kao i korištenje tradicionalne crnogorske taktike koja je inzistirala na pojedinačnoj borbi prsa o prsa pokazalo se neprimjerenim prilikom napada na položaje koji su branjeni uz pomoć bodljikave žice, mitraljeza i dalekometnoga brzometnog topništva.
Golemi gubici koji su se teško osjetili u relativno malobrojnom crnogorskom stanovništvu, kao i Nikolin neuspjeh te žrtve opravdati konkretnim ishodom, izazvali su duboko nezadovoljstvo kraljevom politikom u Crnoj Gori. Iskustva kod Skadra često se navode kao jedan od razloga što se za vrijeme prvog svjetskog rata godine 1915. suočen s napadom nadmoćnih austro-ugarskih snaga odlučio za kapitulaciju umjesto da se zajedno sa srpskom vojskom povlači kroz Albaniju.

## Vanjske poveznice
- Balkanski ratovi 1912-1913. (Istorijski leksikon Crne Gore)
- Mihailo Vojvodić: Crna Gora i velike sile povodom “skadarske krize”
- Mitar Đurišić: Uloga kralja Nikole u Prvom balkanskom ratu
- Radule Simov Brajičić: Moji memoari
- Dimitrije Tucović, Borbe oko Jadranskoga Mora
- Ivo Andrić, O albanskom pitanju  Arhivirana inačica izvorne stranice od 4. veljače 2012. (Wayback Machine)
- Edith Durham, The struggle for Scutari (Turk, Slav, and Albanian)